# Le Complexe de Toulon
Pour plus de détails, voir Fiche technique et Distribution.
Le Complexe de Toulon est un film français réalisé par Jean-Claude Biette, présenté aux Rencontres cinématographiques de Dunkerque en octobre 1995, et sorti en salles en France le 10 avril 1996.

## Synopsis
Charles Toulon est sollicité par Fredi qui projette d'écrire la biographie de cet essayiste désormais comédien de théâtre, mais l'intéressé refuse de le recevoir. Le frère de Fredi, Chris, ancien imprésario d'un groupe de rock, déteste le théâtre, mais accepte de jouer dans une pièce de François-Charles Magne.

## Fiche technique
- Titre : Le Complexe de Toulon
- Réalisateur : Jean-Claude Biette
- Scénario et dialogues : Jean-Claude Biette
- Photographie : Maïté Béragne et Denis Morel
- Son : Dominique Miqueau et Franck Malabry
- Montage : Marie-Catherine Miqueau et Stéphane Peyssard
- Sociétés de production : Mat Films - Films à faire
- Pays de production :  France
- Genre : comédie
- Durée : 81 minutes
- Date de sortie : 
  - France : Octobre 1995 (Rencontres cinématographiques de Dunkerque)
  - France : 10 avril 1996

## Distribution
- Jean-Christophe Bouvet : Chris
- Jean-Frédéric Ducasse : Fredi
- Howard Vernon : Charles Toulon
- Ysé Tran : Marie
- Paulette Bouvet : Mme Patsch
- Philippe Chemin : François-Charles Magne
- Pierre Léon : l'apprenti chef d'orchestre
- Haydée Caillot : Flora
- Thomas Badek : Assistant directeur
- Noel Simsolo : Vosgelaere

## Distinctions
- 1995 : Prix de la mise en scène au festival de Dunkerque